# Helmut Ridder
Helmut Ridder (* 18. Juli 1919 in Bocholt; † 15. April 2007 in Biebertal) war ein deutscher Verfassungsrechtler und Professor für Öffentliches Recht und die Wissenschaft von der Politik an der Justus-Liebig-Universität Gießen. Dort gehörte er zu den Gründungsprofessoren der erst 1965 wieder eröffneten rechtswissenschaftlichen Fakultät; diese war 1946 aufgrund kriegsbedingter Zerstörungen geschlossen worden. Der undogmatisch linksgerichtete Ridder galt als ein politischer Professor und trug zur Entwicklung des sogenannten „Gießener Modells“ der Juristenausbildung bei, wobei Rechtswissenschaft, Wirtschaftswissenschaft und Politikwissenschaft miteinander verzahnt werden.

## Berufliches und politisches Leben
1947 wurde Helmut Ridder an der Westfälischen Wilhelms-Universität Münster mit seiner Dissertation über Wesen und Friedensaufgabe des Waffenstillstandes promoviert. Seine 1950 gleichfalls in Münster vorgelegte Habilitationsschrift trug den Titel Die verfassungsrechtliche Stellung der englischen Verwaltung.
Helmut Ridder war ab 1951 als Hochschullehrer an der Johann Wolfgang Goethe-Universität in Frankfurt am Main und ab 1959 an der Universität Bonn tätig, wo er u. a. Arbeiten über „Kirche – Staat – Rundfunk“, „die verfassungsrechtliche Stellung der Gewerkschaften“ und „Enteignung oder Sozialisierung“ verfasste. Von 1957 bis 1969 war Ridder Mitglied der rechts- und staatswissenschaftlichen Sektion der Görres-Gesellschaft und der Redaktion der 6. Auflage des Staatslexikons der Görres-Gesellschaft, für das er zahlreiche Beiträge verfasste.
Der Gießener Rechtswissenschaftler Gerhard Köbler würdigte 1982 die Berufung Ridders im Jahr 1965 an die Universität Gießen so:

„Mit ihm gewann die Fakultät einen erfahrenen und profilierten Ordinarius, der vor und nach seiner Berufung nach Gießen zu vielen verfassungspolitischen Streitfragen entschieden und mit brillanten Formulierungen Stellung bezog.“

Seine Lehr- und Forschungstätigkeit lag auf den Grenzgebieten zwischen dem Verfassungsrecht und der politischen Wissenschaft: Er beschäftigte sich, auch in rechtsvergleichender Perspektive, mit Demokratietheorie und den Grundrechten, mit Medienrecht, Presserecht, Urheberrecht und der Verfassungsgerichtsbarkeit sowie der Verfassungszeitgeschichte. In den 1960er-Jahren war Ridder u. a. Vorsitzender des Kuratoriums Notstand der Demokratie, das gegen die deutschen Notstandsgesetze argumentierte.
Jahrzehntelang war er ferner Mitherausgeber der Blätter für deutsche und internationale Politik. In den 1970er-Jahren war Ridder u. a. Vorsitzender der Deutsch-Polnischen Gesellschaft der Bundesrepublik Deutschland. Seine Bemühungen um die Verständigung von Deutschen und Polen wurden 1983 mit der Ehrendoktorwürde der Universität Łódź anerkannt. 1988, dem Jahr seiner Emeritierung, erhielt Helmut Ridder die Ehrendoktorwürde der Friedrich-Schiller-Universität Jena.
In einem Nachruf auf Helmut Ridder in der Zeitung der Justus-Liebig-Universität uniforum hieß es:

„Er stand als ‚politischer Professor‘ in der Tradition der Göttinger Sieben und der Professoren des Paulskirchenparlaments und setzte seine wissenschaftliche Kompetenz für die Sicherung und Fortentwicklung der demokratischen, freiheitlichen Republik und deren friedensorientierter Politik ein. (…) Bahnbrechend war sein sehr frühes Engagement für eine Versöhnung mit Polen als praktische Friedensarbeit.“

Im Jahr 1980 gehörte er zu den acht Erstunterzeichnern des Krefelder Appells gegen den NATO-Doppelbeschluss.
Über die Vergabe des Demokratiepreises an Daniel Goldhagen war es 1997 zu einem Streit unter den Herausgebern der Blätter gekommen. Im Zuge dieser Auseinandersetzungen legte Helmut Ridder seine Mitarbeit im Herausgeberkreis der Zeitschrift nieder.
Zu Ridders Schülern zählten Brigitte Zypries, Frank-Walter Steinmeier und Dieter Deiseroth.

## Positionen

### Pressefreiheit
Nach der Darstellung Karl-Heinz Ladeurs verstand Helmut Ridder die Grundrechte nicht als klassische Abwehrrechte. Seine Grundkonzeption war die einer eigenständigen Sphäre des Öffentlichen. Dieses stehe nicht in Harmonie mit dem Staat und unterliege nicht der staatlichen Entscheidung. „Prinzipiell muss nämlich der Konflikt zwischen einer Meinung (insbesondere in der Presse) und dem staatlichen Interesse ausgehalten werden, er kann – vom Verfahren der Aberkennung der Grundrechte in Art. 18 GG abgesehen – nicht durch staatliche Entscheidung ausgeräumt werden.“

## Schriften (Auswahl)
- Kommunikation in der Demokratie. Kleine Schriften und Vorträge, hrsg. von Friedhelm Hase u. a. Mohr Siebeck, Tübingen 2019, ISBN 978-3-16-158190-8.

- Gesammelte Schriften. hrsg. von Dieter Deiseroth, Peter Derleder, Christoph Koch, Frank-Walter Steinmeier. Nomos, Baden-Baden 2010, ISBN 978-3-8329-4520-6.
- Helmut Ridder (1919–2007). Das Gesamtwerk. Werkausgabe in 6 Bänden. Hrsg. von Friedrich-Martin Balzer „für Einsteiger und Fortgeschrittene“. CD-ROM. 4. Auflage. Bonn 2013, ISBN 978-3-89144-441-2.[6]
- Über Deutschlands immerwährende Flucht vor der Geschichte und ihre juristischen Vehikel. In: Heinz-Dieter Assmann, Tomas Brinkmann, Georgios Gounalakis, Helmut Kohl, Rainer Walz, C.F. Müller (Hrsg.): Wirtschafts- und Medienrecht in der offenen Demokratie. Freundesgabe für Friedrich Kübler zum 65. Geburtstag. Heidelberg 1997, S. 129–150; html-Version und pdf-Datei (am Ende des Textes, vor den Endnoten).
- Die deutsch-deutsche Spionage im Okular der westdeutschen Deutschland-Jurisprudenz. Edition Blätter, Blätter Verlagsgesellschaft, Bonn 1996, ISBN 3-9804925-0-8.
- mit Richard Bäumlin: Art. 20 Abs. 1 – 3 III. Rechtsstaat. In: Axel Azzola u. a.: Kommentar zum Grundgesetz für die Bundesrepublik Deutschland. Band 1. Art. 1–20 (Reihe Alternativkommentare hrsg. von Rudolf Wassermann). 2. Auflage. Luchterhand, Neuwied/Darmstadt 1989, S. 1340–1389.
- mit Friedhelm Hase und Karl-Heinz Ladeur: Nochmals: Reformalisierung des Rechtsstaats als Demokratiepostulat? In: Juristische Schulung. 1981, S. 794–798.
- Der Grundrechtsschutz des Eigentums, seine Grenzen und Beschränkungen im öffentlichen Interesse. In: Grundrechtsschutz des Eigentums (Publ. d. Österr. Juristenkommission zu Ehren von Otto Lachmayer mit Beiträgen von Hans Spanner, Peter Pernthaler und Helmut Ridder). Heidelberg/Karlsruhe 1977, ISBN 3-8114-2977-9.
- Vom Wendekreis der Grundrechte. In: Leviathan. Zeitschrift für Sozialwissenschaften. 1977, S. 467–521, Auszüge (Memento vom 6. Juni 2011 im Internet Archive).
- Zum staatstragenden Opportunismus der Rechtsprechung zur Meinungsäußerungsfreiheit. In: Helmut Ridder: Die soziale Ordnung des Grundgesetzes. Leitfaden zu den Grundrechten einer demokratischen Verfassung. Opladen 1975, S. 75–83, Volltext (Memento vom 6. Juni 2011 im Internet Archive).
- Negativkonvergenzen? Polemisches zum selektiven Anti-Positivismus. In: Johann J. Hagen, Peter Römer, Wolfgang Seiffert (Hrsg.): Rechtswissenschaft und Arbeiterbewegung. Festschrift für Eduard Rabofsky. Pahl-Rugenstein Verlag, Köln 1976, ISBN 3-7609-0254-5, S. 45–59.
- Das Zensurverbot. In: AfP 1969, S. 882–885.

### Festgaben
- Dieter Deiseroth, Friedhelm Hase, Karl-Heinz Ladeur (Hrsg.): Ordnungsmacht? Über das Verhältnis von Legalität, Konsens und Herrschaft. Festschrift für Helmut Ridder zum 60. Geburtstag. EVA, Frankfurt am Main 1981.
- Ekkehart Stein, Heiko Faber (Hrsg.): Auf einem dritten Weg. Festschrift für Helmut Ridder zum siebzigsten Geburtstag. Luchterhand, Neuwied 1989, ISBN 3-472-32327-2.
- Beiträge von Peter Derleder, Dieter Deiseroth, Ulrich K. Preuß, Ekkehart Stein, Karl-Heinz Ladeur und Friedhelm Hase in: Kritische Justiz. 2/1999 (Inhaltsverzeichnis mit Links zu den Artikeln in Volltext).

### Nachruf
- Joachim Perels: Wider die Umwandlung von Macht in Recht. Zum Tod von Helmut Ridder (1919–2007). In: Kritische Justiz. Band 40, Nr. 2, 2007, ISSN 0023-4834, S. 196–198, doi:10.5771/0023-4834-2007-2-196.

### Weiteres
- Christoph Koch (Hrsg.): Politik ist die Praxis der Wissenschaft zum Notwendigen. Helmut Ridder (1919–2007). Meidenbauer, München 2010, ISBN 978-3-89975-205-2.

- Tim Wihl: Ein Radikaler wider Willen. Zum 100. Geburtstag des Verfassungs- und Bürgerrechtlers Helmut Ridder. In: Blätter für deutsche und internationale Politik, Jg. 64, 2019, S. 89–96.
- Isabel Feichtner, Tim Wihl (Hrsg.): Gesamtverfassung. Das Verfassungsdenken Helmut Ridders. Nomos. Baden-Baden 2021, ISBN 978-3-8487-7024-3.

## Belege
1. ↑  Alexandra Kemmerer: Der katholische Helmut Ridder. Ausgangspunkte einer Spurensuche. In: Isabel Feichtner, Tim Wihl (Hrsg.): Gesamtverfassung. Das Verfassungsdenken Helmut Ridders. Nomos, Baden-Baden 2021, ISBN 978-3-8487-7024-3, S. 37–64.
2. ↑  Gerhard Köbler: 21 Gießener juristische Vorlesungen. Arbeiten zur Rechts- und Sprachwissenschaft Verlag GmbH, Gießen 1982.
3. ↑  Heinhard Steiger: Prof. Helmut Ridder. In: uniforum. Nr. 2 vom 16. Mai 2007, S. 12.
4. ↑  Klaus Naumann: Nachrüstung und Selbstanerkennung. Staatsfragen im politisch-intellektuellen Milieu der „Blätter für deutsche und internationale Politik“. In: Dominik Geppert, Jens Hacke (Hrsg.): Streit um den Staat. Intellektuelle Debatten in der Bundesrepublik 1960–1980. Vandenhoeck & Ruprecht, Göttingen 2008, ISBN 978-3-525-36758-2, S. 269 ff., 278 Fn. 28.
5. ↑  Karl-Heinz Ladeur: Helmut Ridders Konzeption der Meinungs- und Pressefreiheit in der Demokratie. In: Kritische Justiz. Jahrgang 32 (1999), Heft 2, Volltext
6. ↑  John Philipp Thurn: Besprechung zu: Helmut Ridder (1919–2007). Das Gesamtwerk. Werkausgabe in 6 Bänden. In: Forum Recht 4/2009, S. 136 (PDF)

| Personendaten    | Personendaten                 |
| ---------------- | ----------------------------- |
| NAME             | Ridder, Helmut                |
| KURZBESCHREIBUNG | deutscher Verfassungsrechtler |
| GEBURTSDATUM     | 18. Juli 1919                 |
| GEBURTSORT       | Bocholt                       |
| STERBEDATUM      | 15. April 2007                |
| STERBEORT        | Biebertal                     |